# Elio Gigante
Elio Gigante (n. 27 iunie 1907, Pozzuolo del Friuli, Friuli-Veneția Giulia, Italia – d. 17 august 1995) este un impresar teatral italian, director artistic al Festivalurilor de la Sanremo în 1970–1972 și 1974.